# Galumna bradleyi
Galumna bradleyi är en kvalsterart som först beskrevs av Arthur P. Jacot 1935.  Galumna bradleyi ingår i släktet Galumna och familjen Galumnidae. Inga underarter finns listade i Catalogue of Life.